# Cyril Slater
Cyril Seely „Sig” Slater (ur. 27 marca 1897 w Montrealu, zm. 26 października 1969 tamże) – kanadyjski hokeista.
Slater był członkiem drużyny Toronto Granites, która wygrała złoty medal dla Kanady podczas Zimowych Igrzysk Olimpijskich w 1924 roku.